# 驼背拟鲉
驼背拟鲉（学名：Scorpaenopsis gibbosa）为輻鰭魚綱鮋形目鮋亞目鲉科拟鲉属的鱼类，俗名石虎鱼。分布于南非、太平洋南部、萨摩亚岛、太平洋西部、朝鲜、日本以及中国南海、东海、台湾海峡等海域，属于热带近海底层小鱼，體長可達21公分，棲息在珊瑚礁、岩礁底層水域，生活習性不明，可做為食用魚。